# Alois Lexa von Aehrenthal
 (juillet 2021).
Si vous disposez d'ouvrages ou d'articles de référence ou si vous connaissez des sites web de qualité traitant du thème abordé ici, merci de compléter l'article en donnant les références utiles à sa vérifiabilité et en les liant à la section « Notes et références ».
Alois Lexa von Aehrenthal, né à Gross Skal (Bohême) le 27 septembre 1854 et mort à Vienne (Autriche) le 17 février 1912, est un diplomate autrichien. Ministre des Affaires étrangères de l'Autriche-Hongrie de 1906 jusqu'à sa mort, il fut l'un des principaux responsables de la crise bosniaque en 1908.

## Biographie
Né au cháteau de Gross Skal en Bohême, Alois Lexa von Ährenthal est le fils du grand propriétaire Johann Friedrich Lexa von Aehrenthal (1817–1898) et de son épouse la comtesse Maria Felicitas de Thun und Hohenstein (1830–1911). La famille Lexa est originaire de Prague ; les membres ont reçu le titre von Aehrenthal en raison de leur association avec la noblesse autrichienne le 9 juin 1790.

### Carrière diplomatique
Fils cadet, il ne pouvait hériter des biens de sa famille ; il commence alors à étudier le droit et les sciences politiques à l'université de Bonn et à celle de Prague. En tant que diplomate, il a commencé sa carrière en 1877 comme attaché d'ambassade d'Autriche-Hongrie à Paris puis à Saint-Pétersbourg et à Bucarest. Encouragé par Gusztáv Kálnoky, ministre des Affaires étrangères, il fut promu Conseiller en 1888 ; plus tard, sous l'égide du ministre Agenor Maria Gołuchowski, il s'est opposé à un équilibre avec l'Empire russe et l'Empire ottoman compte tenu de l'évolution de la situation dans les Balkans. À partir de 1899, il est ambassadeur de l'Autriche-Hongrie auprès de la Russie.
En 1902, il épousa la comtesse Pauline Széchényi issue d'une importante famille de la noblesse hongroise. L'union conjugale a joué un rôle décisif dans sa nomination au poste de ministre des Affaires étrangères par l'empereur François-Joseph Ier le 24 octobre 1906, succédant à Agenor Maria Gołuchowski. Comme on s'y attend, sa position en matière de politique étrangère dans les Balkans était empreinte d'une approche  vis-à-vis de la Russie.
Lors de la révolution des Jeunes-Turcs en juillet 1908, l'Autriche-Hongrie voit le temps venu d'annexer le vilayet de Bosnie, une ancienne province de l'Empire ottoman occupée au cours de la campagne de Bosnie-Herzégovine en 1878 et administrée en tant que condominium de Bosnie-Herzégovine selon les dispositions du congrès de Berlin. Aehrental fut le principal artisan de l'annexion, grâce à un accord secret avec le ministre russe des Affaires étrangères, Alexandre Petrovitch Izvolski. Lors d'une rencontre au château de Buchlovice en Moravie le 16 septembre à l'invitation de l'ambassadeur autrichien le comte Leopold Berchtold, la Russie a donné son accord et a obtenu, en contrepartie, l'engagement de l'Autriche-Hongrie de la soutenir dans son désir de contrôler les liaisons maritimes  dans le détroit des Dardanelles. Cette réussite, la première expansion territoriale de la monarchie danubienne après les défaites de 1859 et de 1866, lui valut le titre de comte (Graf) l'année suivante. 

### Crise bosniaque
Cependant, cette annexion a provoqué la grave crise bosniaque : le ministre Izvolski ne s'attendait pas à voir les nationalistes en Russie protester ; après que le Royaume-Uni  fait connaître, il a reculé et dément aucune implication. En dépit des protestations, Aehrenthal a fait réaliser l'annexion, en insultant la Russie, déjà affaiblie après la défaite contre le Japon et la révolution de 1905, et également le royaume de Serbie qui avait ses propres objectifs dans la région. 
Du fait des tensions internationales dans les guerres balkaniques qu'elle engendra, cette crise est souvent considérée - avec d'autres incidents diplomatiques - comme l'un des événements favorisant le déclenchement de la Première Guerre mondiale. En 1911, Aehrenthal a rejeté la demande du chef de l'état-major général, Franz Conrad von Hötzendorf de mener une guerre préventive contre l'Italie et il atteint la révocation du général. Néanmoins, par son attitude durant le coup d'Agadir et sa position sur la question du libre passage par le détroit des Dardanelles, le ministre à soumis l'Autriche-Hongrie à un isolement international croissant. D'autre part, la monarchie devient de plus en plus dépendante de l'Empire allemand.
Alois Lexa von Aehrenthal tombe gravement malade au début de 1912. Il meurt de leucémie le 17 février et est remplacé dans ses fonctions par Leopold Berchtold.
Dans la série britannique La Chute des aigles qui fut diffusée sur les chaînes de télévision européennes entre 1974 et 1979, le rôle du comte est interprété par John Moffatt.